# Вэй Шо
Вэй Шо (кит. трад. 衛鑠, упр. 卫铄, 272 — 349) — китайский каллиграф эпохи Цзинь.

## Биография
Вэй родилась в современном Ся провинции Шаньси и была дочерью Вэй Чжаня (衛展). Она происходила из семьи, известной своими навыками в литературе и каллиграфии, а ее дядя и двоюродный брат также были талантливыми каллиграфами.
Вэй была замужем за Ли Цзюй ((李矩), не путать с одноименным цзиньским генералом Ли Цзюй), губернатором префектуры Дин.
После изучения знаменитых работ классических каллиграфов она начала развивать свой собственный стиль, который был сосредоточен на имитации форм и движений, встречающихся в природе, создавая изящные и энергичные работы, которые с тех пор стали эталоном каллиграфи.
Стала одним из создателей уставного стиля китайского письма кайшу. У неё учился Ван Сичжи.
Среди её трудов:
- 名姬帖 (Ming Ji Tie)
- 衛氏和南帖 (Weishi He’nan Tie).